# Yankee (magazine)
Pour les articles homonymes, voir Yankee (homonymie).
Yankee est un magazine bimestriel américain, fondé en 1935 et basé à Dublin, dans le New Hampshire. Ce magazine est consacré à la vie culturelle et quotidienne en Nouvelle-Angleterre. En 2015, sa circulation moyenne s'élève à environ 290 000 exemplaires.